# Estación de Colonia Jardín
Colonia Jardín es una estación de las líneas 10 de Metro de Madrid y ML-2 y ML-3 de Metro ligero situada en el barrio de Campamento, distrito de Latina bajo la Carretera de Carabanchel a Aravaca.
Al pasar varias líneas de autobuses interurbanos en superficie próximas a los accesos actúa como un área intermodal Metro-Metro Ligero-Autobús.

## Historia
La estación se inauguró el 22 de octubre de 2002 para la línea 10, y cinco años más tarde, el 27 de julio de 2007, se abrió la parte que corresponde a la estación terminal de las líneas ML-2 y ML-3 de Metro Ligero. Esta estación fue cabecera de la línea 10 hasta el 11 de abril de 2003, fecha en que se abrió el tramo que prolonga la línea hasta su cabecera actual en la estación de Puerta del Sur, donde tiene correspondencia con la línea 12.
Desde el 28 de junio de 2014, Colonia Jardín se convirtió en terminal de todas las líneas que llegan a la estación por las obras de mejora de las instalaciones entre esta estación y Puerta del Sur. El motivo de estas obras fue la sustitución de tacos, inyecciones, pantallas transversales y ensanche de canal de entrevías, con un presupuesto de 12,5 millones de euros. Las mejoras permitirán a los trenes circular a más de 70 kilómetros por hora frente a los 30 kilómetros con los que circulaban antes de los trabajos. El servicio se restableció el 1 de septiembre de 2014.
Los andenes de Metro Ligero se encuentran un nivel más arriba que los de la línea 10. Entre los dos andenes se sitúan dos vías: una para la línea ML2 y otra para la línea ML3.
En todas las estaciones de Metro Ligero existen máquinas de venta de billetes en las que es posible usar una tarjeta de crédito o débito. No aceptan billetes, solo monedas, excepto en las estaciones de Aravaca y Colonia Jardín.
Como curiosidad, es, junto con Vicente Aleixandre, la única estación de Metro que no permite al viajero cambiar de dirección sin tener que salir y volver a pasar por los tornos.

## Accesos

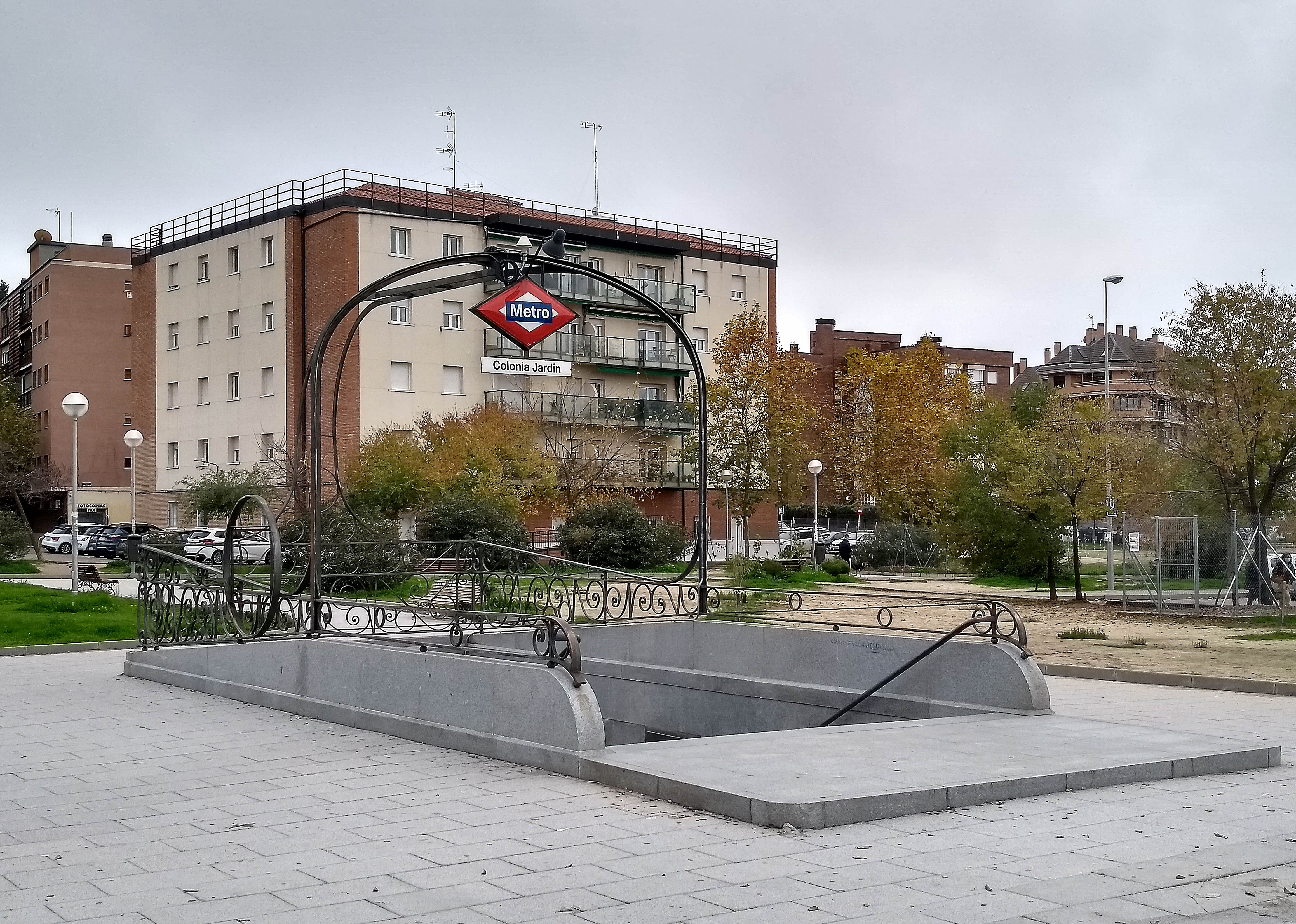
Entrada junto a la ctra. de Carabanchel a Aravaca.

Vestíbulo Fuentesaúco
- Sedano C/ Fuentesaúco, 44
- Ascensor Ctra. Carabanchel a Aravaca, 56

Vestíbulo Arenas de San Pedro
- Arenas de San Pedro C/ Arenas de San Pedro, 2 (esquina Ctra. Carabanchel a Aravaca, 56)

## Líneas y conexiones

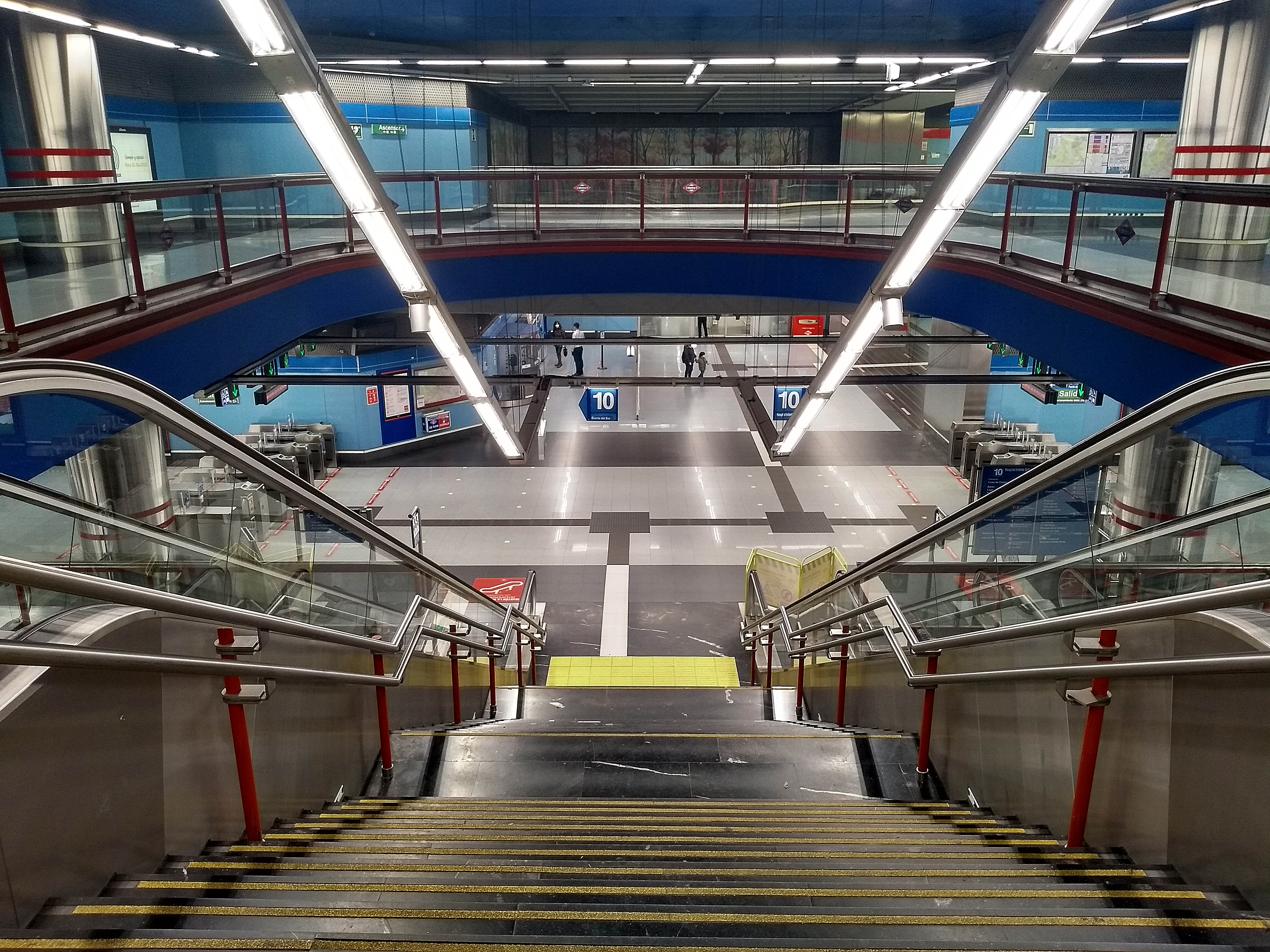
Interior de la estación.

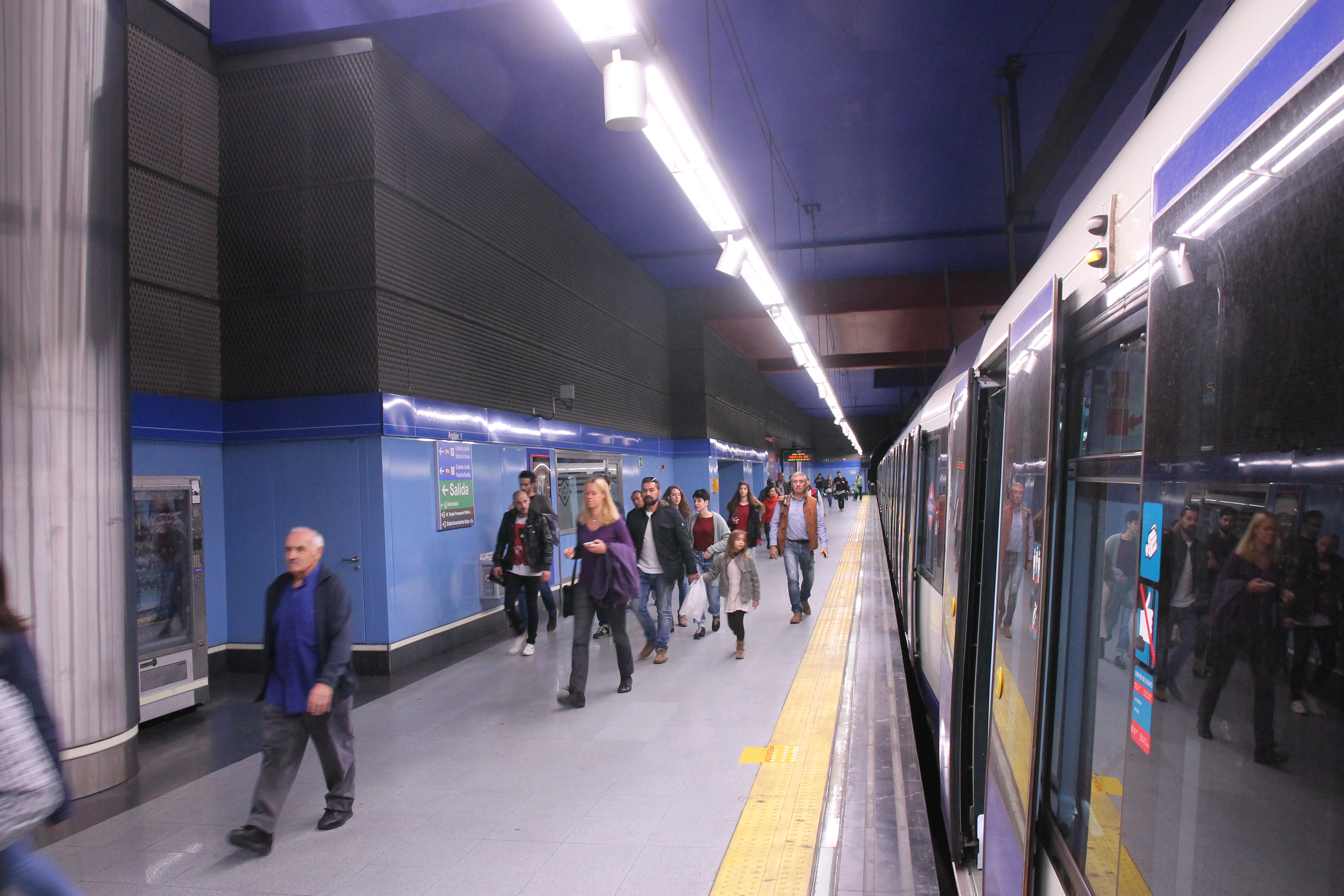
Vista del andén de la línea 10.

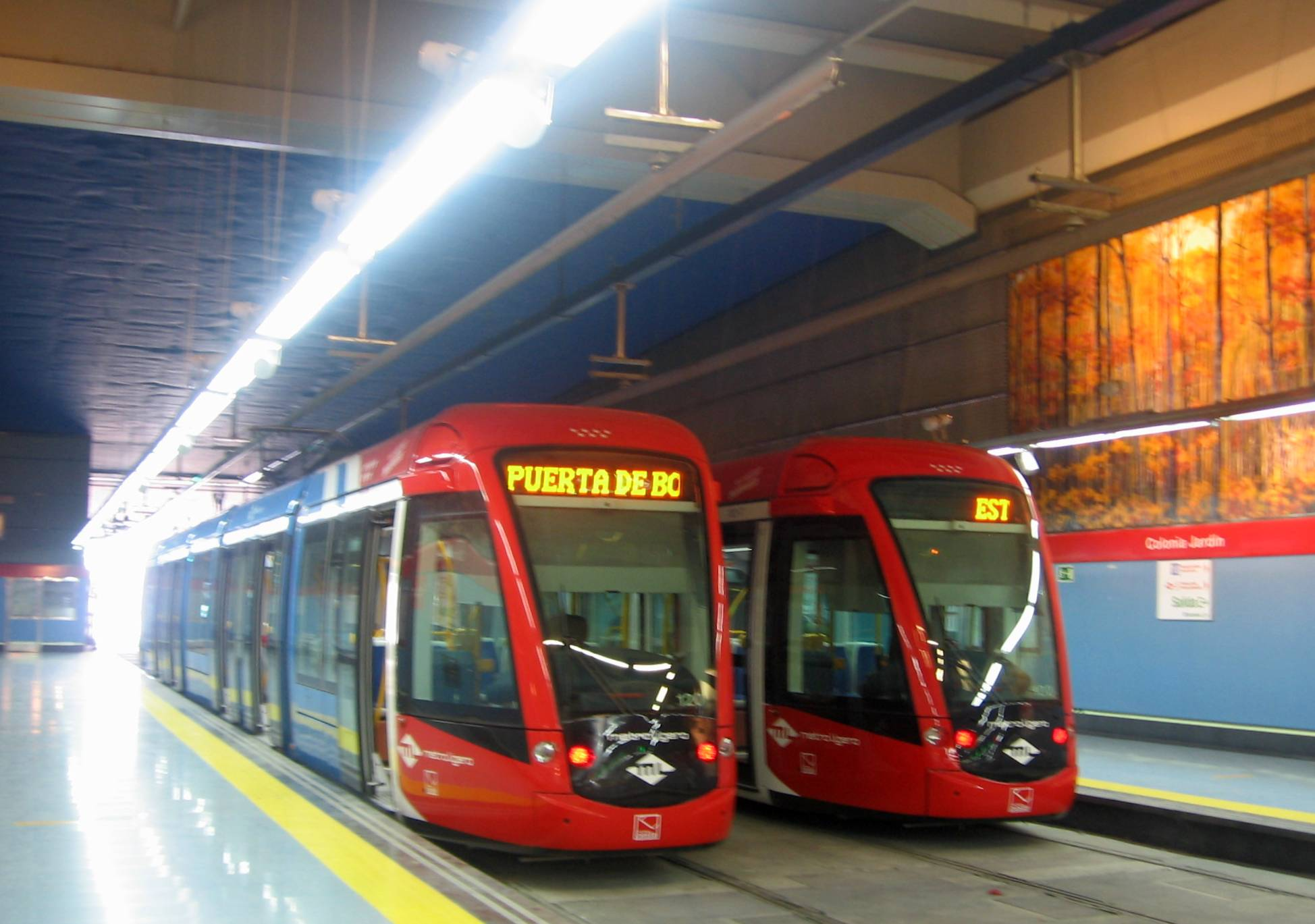
Alstom Citadis de las líneas ML-2 y ML-3

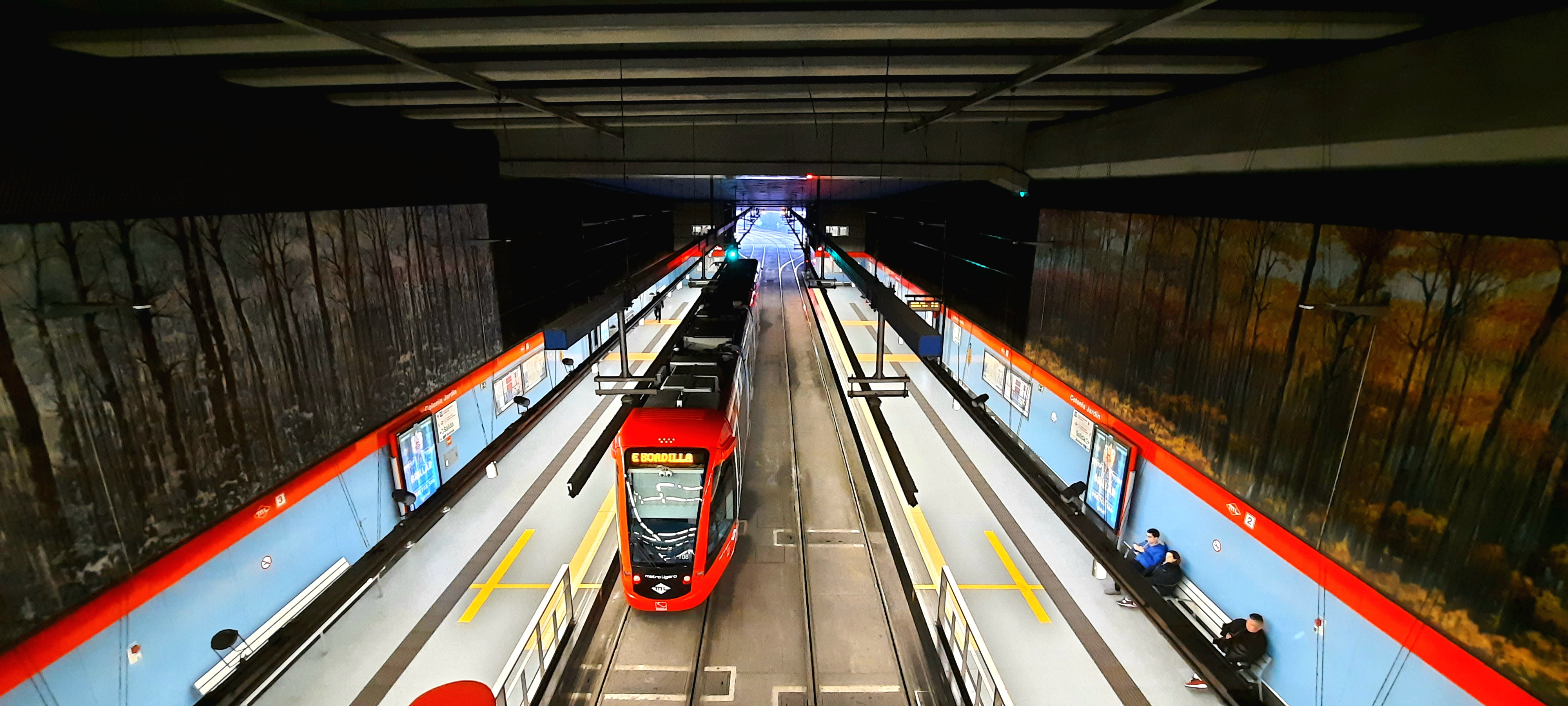
Andenes de la estación de Metro Ligero

### Metro y Metro Ligero
| << cabecera                                          | < estación     | línea | estación >          | cabecera >>        |
| ---------------------------------------------------- | -------------- | ----- | ------------------- | ------------------ |
| Hospital Infanta Sofía Cambio de tren en Tres Olivos | Casa de Campo  |       | Aviación Española   | Puerta del Sur     |
| final de línea                                       | final de línea |       | Prado de la Vega    | Aravaca            |
| final de línea                                       | final de línea |       | Ciudad de la Imagen | Puerta de Boadilla |

### Autobuses
| Diurnos |                            |                                                       |
| Línea   | Destino                    | Parada                                                |
| 65      | Plaza de Jacinto Benavente | 2640 COLONIA JARDÍN (C/ Sanchidrián)                  |
| H       | Campus de Somosaguas       | 4302 COLONIA JARDÍN (Ctra. Carabanchel a Aravaca, 52) |
| 65      | Colonia Gran Capitán       | 5325 COLONIA JARDÍN (Ctra. Carabanchel a Aravaca)     |
| H       | Aluche                     | 5325 COLONIA JARDÍN (Ctra. Carabanchel a Aravaca)     |

| Diurnos                                                    |                                                                               |                                                                                      |                           |
| Autobuses con cabecera en Intercambiador de Colonia Jardín |                                                                               |                                                                                      |                           |
| Línea                                                      | Destino                                                                       | Parada                                                                               | Operador                  |
| 510A                                                       | Villaviciosa de Odón                                                          | 08409 Ctra. Cchel. a Aravaca-Colonia Jardín (Carretera de Carabanchel a Aravaca, 52) | Arriva Madrid             |
| 532                                                        | Sevilla la Nueva                                                              | 08409 Ctra. Cchel. a Aravaca-Colonia Jardín (Carretera de Carabanchel a Aravaca, 52) | Arriva Madrid             |
| Autobuses pasantes en Intercambiador de Colonia Jardín     |                                                                               |                                                                                      |                           |
| Línea                                                      | Destino                                                                       | Parada                                                                               | Operador                  |
| 560                                                        | Pozuelo de Alarcón                                                            | 08409 Ctra. Cchel. a Aravaca-Colonia Jardín (Carretera de Carabanchel a Aravaca, 52) | Avanza Movilidad Integral |
| 561                                                        | Pozuelo de Alarcón - Majadahonda - Las Rozas de Madrid                        | 08409 Ctra. Cchel. a Aravaca-Colonia Jardín (Carretera de Carabanchel a Aravaca, 52) | Avanza Movilidad Integral |
| 561A                                                       | Pozuelo de Alarcón - Majadahonda - Las Rozas de Madrid (por Universidad)      | 08409 Ctra. Cchel. a Aravaca-Colonia Jardín (Carretera de Carabanchel a Aravaca, 52) | Avanza Movilidad Integral |
| 561B                                                       | Pozuelo de Alarcón - Majadahonda - Las Rozas de Madrid (por Avda. Guadarrama) | 08409 Ctra. Cchel. a Aravaca-Colonia Jardín (Carretera de Carabanchel a Aravaca, 52) | Avanza Movilidad Integral |
| 562                                                        | Pozuelo de Alarcón                                                            | 08409 Ctra. Cchel. a Aravaca-Colonia Jardín (Carretera de Carabanchel a Aravaca, 52) | Avanza Movilidad Integral |
| 563                                                        | Pozuelo de Alarcón (por Urbanización Las Minas)                               | 08409 Ctra. Cchel. a Aravaca-Colonia Jardín (Carretera de Carabanchel a Aravaca, 52) | Avanza Movilidad Integral |
| 564                                                        | Pozuelo de Alarcón (por Somosaguas Sur)                                       | 08409 Ctra. Cchel. a Aravaca-Colonia Jardín (Carretera de Carabanchel a Aravaca, 52) | Avanza Movilidad Integral |
| 571                                                        | Boadilla del Monte (por Urbanización Montepríncipe)                           | 08409 Ctra. Cchel. a Aravaca-Colonia Jardín (Carretera de Carabanchel a Aravaca, 52) | Empresa Boadilla          |
| 572                                                        | Ciudad de la Imagen                                                           | 08409 Ctra. Cchel. a Aravaca-Colonia Jardín (Carretera de Carabanchel a Aravaca, 52) | Empresa Boadilla          |
| 573                                                        | Boadilla del Monte (por Urbanización Montepríncipe)                           | 08409 Ctra. Cchel. a Aravaca-Colonia Jardín (Carretera de Carabanchel a Aravaca, 52) | Empresa Boadilla          |
| 574                                                        | Boadilla del Monte (por Ciudad Financiera)                                    | 08409 Ctra. Cchel. a Aravaca-Colonia Jardín (Carretera de Carabanchel a Aravaca, 52) | Empresa Boadilla          |
| 591                                                        | Boadilla del Monte (Facultad de Informática)                                  | 08409 Ctra. Cchel. a Aravaca-Colonia Jardín (Carretera de Carabanchel a Aravaca, 52) | Empresa Boadilla          |
| 560                                                        | Alcorcón                                                                      | 08410 Ctra. Cchel. a Aravaca-Colonia Jardín (Calle de Arenas de San Pedro, 2)        | Avanza Movilidad Integral |
| 561                                                        | Madrid (Aluche)                                                               | 08410 Ctra. Cchel. a Aravaca-Colonia Jardín (Calle de Arenas de San Pedro, 2)        | Avanza Movilidad Integral |
| 561A                                                       | Madrid (Aluche)                                                               | 08410 Ctra. Cchel. a Aravaca-Colonia Jardín (Calle de Arenas de San Pedro, 2)        | Avanza Movilidad Integral |
| 561B                                                       | Madrid (Aluche)                                                               | 08410 Ctra. Cchel. a Aravaca-Colonia Jardín (Calle de Arenas de San Pedro, 2)        | Avanza Movilidad Integral |
| 562                                                        | Madrid (Aluche)                                                               | 08410 Ctra. Cchel. a Aravaca-Colonia Jardín (Calle de Arenas de San Pedro, 2)        | Avanza Movilidad Integral |
| 563                                                        | Madrid (Aluche)                                                               | 08410 Ctra. Cchel. a Aravaca-Colonia Jardín (Calle de Arenas de San Pedro, 2)        | Avanza Movilidad Integral |
| 564                                                        | Madrid (Aluche)                                                               | 08410 Ctra. Cchel. a Aravaca-Colonia Jardín (Calle de Arenas de San Pedro, 2)        | Avanza Movilidad Integral |
| 571                                                        | Madrid (Aluche)                                                               | 08410 Ctra. Cchel. a Aravaca-Colonia Jardín (Calle de Arenas de San Pedro, 2)        | Empresa Boadilla          |
| 572                                                        | Madrid (Aluche)                                                               | 08410 Ctra. Cchel. a Aravaca-Colonia Jardín (Calle de Arenas de San Pedro, 2)        | Empresa Boadilla          |
| 573                                                        | Madrid (Moncloa)                                                              | 08410 Ctra. Cchel. a Aravaca-Colonia Jardín (Calle de Arenas de San Pedro, 2)        | Empresa Boadilla          |
| 574                                                        | Madrid (Aluche)                                                               | 08410 Ctra. Cchel. a Aravaca-Colonia Jardín (Calle de Arenas de San Pedro, 2)        | Empresa Boadilla          |
| 591                                                        | Madrid (Aluche)                                                               | 08410 Ctra. Cchel. a Aravaca-Colonia Jardín (Calle de Arenas de San Pedro, 2)        | Empresa Boadilla          |
| Nocturnos                                                  |                                                                               |                                                                                      |                           |
| Autobuses pasantes en Intercambiador de Colonia Jardín     |                                                                               |                                                                                      |                           |
| Línea                                                      | Destino                                                                       | Parada                                                                               | Operador                  |
| N905                                                       | Boadilla del Monte                                                            | 08409 Ctra. Cchel. a Aravaca-Colonia Jardín (Carretera de Carabanchel a Aravaca, 52) | Empresa Boadilla          |
| N905                                                       | Madrid (Moncloa)                                                              | 08410 Ctra. Cchel. a Aravaca-Colonia Jardín (Calle de Arenas de San Pedro, 2)        | Empresa Boadilla          |